# 24 Heures de Spa 2003
Navigation
Édition précédente Édition suivante
Les 24 Heures de Spa 2003, (Proximus 24 Hours of Spa 2003) disputées les 25 juillet 2003 et 26 juillet 2003 sur le circuit de Spa-Francorchamps, sont la cinquante-sixième édition de l'épreuve et la sixième manche du championnat FIA GT 2003.

## Course

### Classement de la course
| Pos.   | Catégorie | N°  | Écurie                                    | Pilotes                                                                      | Châssis                    | Pneus | Tours/Abandon |
| Pos.   | Catégorie | N°  | Écurie                                    | Pilotes                                                                      | Moteur                     | Pneus | Tours/Abandon |
| ------ | --------- | --- | ----------------------------------------- | ---------------------------------------------------------------------------- | -------------------------- | ----- | ------------- |
| 1      | N-GT      | 50  | Freisinger Motorsport                     | Marc Lieb Stéphane Ortelli Romain Dumas                                      | Porsche 911 GT3-RS         | D     | 479           |
| 1      | N-GT      | 50  | Freisinger Motorsport                     | Marc Lieb Stéphane Ortelli Romain Dumas                                      | Porsche 3.6L Flat-6        | D     | 479           |
| 2      | GT        | 22  | BMS Scuderia Italia                       | Fabrizio Gollin Luca Cappellari Enzo Calderari Lilian Bryner                 | Ferrari 550-GTS Maranello  | M     | 471           |
| 2      | GT        | 22  | BMS Scuderia Italia                       | Fabrizio Gollin Luca Cappellari Enzo Calderari Lilian Bryner                 | Ferrari 5.9L V12           | M     | 471           |
| 3      | N-GT      | 72  | Seikel Motorsport                         | Andrea Chiesa Alex Caffi Luca Drudi Gabrio Rosa                              | Porsche 911 GT3-RS         | Y     | 470           |
| 3      | N-GT      | 72  | Seikel Motorsport                         | Andrea Chiesa Alex Caffi Luca Drudi Gabrio Rosa                              | Porsche 3.6L Flat-6        | Y     | 470           |
| 4      | GT        | 1   | Larbre Compétition                        | Christophe Bouchut Sébastien Dumez Vincent Vosse Patrick Huisman             | Chrysler Viper GTS-R       | M     | 469           |
| 4      | GT        | 1   | Larbre Compétition                        | Christophe Bouchut Sébastien Dumez Vincent Vosse Patrick Huisman             | Chrysler 8.0L V10          | M     | 469           |
| 5      | G2        | 126 | Zakspeed                                  | Kurt Mollekens Didier de Radiguès Pedro Lamy                                 | Chrysler Viper GTS-R       | D     | 468           |
| 5      | G2        | 126 | Zakspeed                                  | Kurt Mollekens Didier de Radiguès Pedro Lamy                                 | Chrysler 8.0L V10          | D     | 468           |
| 6      | GT        | 24  | Paul Belmondo Racing                      | Paul Belmondo Yann Clairay Emmanuel Clérico Pierre-Yves Corthals             | Chrysler Viper GTS-R       | P     | 466           |
| 6      | GT        | 24  | Paul Belmondo Racing                      | Paul Belmondo Yann Clairay Emmanuel Clérico Pierre-Yves Corthals             | Chrysler 8.0L V10          | P     | 466           |
| 7      | N-GT      | 57  | MenX                                      | Jaroslav Janiš Robert Pergl Yannick Schroeder                                | Ferrari 360 Modena GT      | D     | 466           |
| 7      | N-GT      | 57  | MenX                                      | Jaroslav Janiš Robert Pergl Yannick Schroeder                                | Ferrari 3.6L V8            | D     | 466           |
| 8      | N-GT      | 53  | JMB Racing                                | Iradj Alexander Fabrizio de Simone Luciano Burti                             | Ferrari 360 Modena N-GT    | P     | 461           |
| 8      | N-GT      | 53  | JMB Racing                                | Iradj Alexander Fabrizio de Simone Luciano Burti                             | Ferrari 3.6L V8            | P     | 461           |
| 9      | G2        | 102 | AD Sport                                  | Koen Wauters Kris Wauters Albert Vanierschot Jos Menten                      | Porsche 911 Bi-Turbo       | P     | 457           |
| 9      | G2        | 102 | AD Sport                                  | Koen Wauters Kris Wauters Albert Vanierschot Jos Menten                      | Porsche 3.6L Turbo Flat-6  | P     | 457           |
| 10     | GT        | 15  | Lister Storm Racing                       | Andrea Piccini Gabriele Lancieri David Sterckx Gavin Pickering               | Lister Storm               | D     | 455           |
| 10     | GT        | 15  | Lister Storm Racing                       | Andrea Piccini Gabriele Lancieri David Sterckx Gavin Pickering               | Jaguar 7.0L V12            | D     | 455           |
| 11     | N-GT      | 74  | Team Eurotech JVG Racing                  | Ian Khan Nigel Smith Mark Mayall Jürgen von Gartzen                          | Porsche 911 GT3-RS         | D     | 455           |
| 11     | N-GT      | 74  | Team Eurotech JVG Racing                  | Ian Khan Nigel Smith Mark Mayall Jürgen von Gartzen                          | Porsche 3.6L Flat-6        | D     | 455           |
| 12     | G3        | 117 | Land Motorsport                           | Christian Land Peter Scharmarch Loïc Deman Sylvie Delcour                    | Porsche 911 GT3 Cup        | P     | 454           |
| 12     | G3        | 117 | Land Motorsport                           | Christian Land Peter Scharmarch Loïc Deman Sylvie Delcour                    | Porsche 3.6L Flat-6        | P     | 454           |
| 13     | N-GT      | 66  | Autorlando Sport                          | Diego Alessi Edy Gay Maurizio Mediani Michel Orts                            | Porsche 911 GT3-RS         | P     | 445           |
| 13     | N-GT      | 66  | Autorlando Sport                          | Diego Alessi Edy Gay Maurizio Mediani Michel Orts                            | Porsche 3.6L Flat-6        | P     | 445           |
| 14     | G2        | 105 | De Bokkenrijders RTM Racing               | Pascal Nelissen Grade Steve Van Bellingen Nicolas de Gastines                | Porsche 911 GT3 Cup        | P     | 443           |
| 14     | G2        | 105 | De Bokkenrijders RTM Racing               | Pascal Nelissen Grade Steve Van Bellingen Nicolas de Gastines                | Porsche 3.6L Flat-6        | P     | 443           |
| 15     | G2        | 160 | Track Promotion Ice Pol Racing Team       | Christian Lefort Yves Lambert Renato Premoli Antonio De Castro               | Porsche 911 GT3-RS         | D     | 441           |
| 15     | G2        | 160 | Track Promotion Ice Pol Racing Team       | Christian Lefort Yves Lambert Renato Premoli Antonio De Castro               | Porsche 3.6L Flat-6        | D     | 441           |
| 16     | G3        | 110 | Alméras Freres                            | Philippe Almèras Marc Sourd Steeve Hiesse Pierre Martinet                    | Porsche 911 GT3 Cup        | P     | 438           |
| 16     | G3        | 110 | Alméras Freres                            | Philippe Almèras Marc Sourd Steeve Hiesse Pierre Martinet                    | Porsche 3.6L Flat-6        | P     | 438           |
| 17     | GT        | 7   | Graham Nash Motorsport                    | Mike Newton Thomas Erdos Miguel Ramos Pedro Chaves                           | Saleen S7-R                | D     | 432           |
| 17     | GT        | 7   | Graham Nash Motorsport                    | Mike Newton Thomas Erdos Miguel Ramos Pedro Chaves                           | Ford 7.0L V8               | D     | 432           |
| 18     | G2        | 105 | Excelsior                                 | Patrick Selleslagh Alain Corbisier Marc Vannerum Frédéric Bouvy              | Chevrolet Corvette C5-R    | D     | 431           |
| 18     | G2        | 105 | Excelsior                                 | Patrick Selleslagh Alain Corbisier Marc Vannerum Frédéric Bouvy              | Chevrolet 7.0L V8          | D     | 431           |
| 19     | G3        | 113 | Ruffier Racing                            | James Ruffier Eric Mouez Éric Hélary Stéphane Pereira                        | Porsche 911 GT3 Cup        | P     | 431           |
| 19     | G3        | 113 | Ruffier Racing                            | James Ruffier Eric Mouez Éric Hélary Stéphane Pereira                        | Porsche 3.6L Flat-6        | P     | 431           |
| 20     | N-GT      | 89  | Team Maranello Concessionaires            | Darren Turner Guy Smith Jamie Davies                                         | Ferrari 360 Modena N-GT    | D     | 426           |
| 20     | N-GT      | 89  | Team Maranello Concessionaires            | Darren Turner Guy Smith Jamie Davies                                         | Ferrari 3.6L V8            | D     | 426           |
| 21     | G3        | 111 | Signa Racing Team                         | Patrick Chaillet Rafaël Coenen Bruno Giovanni                                | Porsche 911 GT3 Cup        | P     | 417           |
| 21     | G3        | 111 | Signa Racing Team                         | Patrick Chaillet Rafaël Coenen Bruno Giovanni                                | Porsche 3.6L Flat-6        | P     | 417           |
| 22     | GT        | 5   | Force One Racing Festina                  | David Hallyday François Jakubowski Julien Gilbert Steve Zacchia              | Chrysler Viper GTS-R       | P     | 412           |
| 22     | GT        | 5   | Force One Racing Festina                  | David Hallyday François Jakubowski Julien Gilbert Steve Zacchia              | Chrysler 8.0L V10          | P     | 412           |
| 23     | G2        | 171 | Emeraude Racing                           | Didier Caradec Olivier Baron André-Alain Corbel Gérard Tremblay              | Porsche 911 GT3-R          | P     | 393           |
| 23     | G2        | 171 | Emeraude Racing                           | Didier Caradec Olivier Baron André-Alain Corbel Gérard Tremblay              | Porsche 3.6L Flat-6        | P     | 393           |
| 24     | G3        | 118 | Campus Automobile                         | Philippe Menage José Close Lino Pecoraro                                     | Lotus Elise                | Y     | 389           |
| 24     | G3        | 118 | Campus Automobile                         | Philippe Menage José Close Lino Pecoraro                                     | Rover Série-K - 18 1,8L I4 | Y     | 389           |
| 25     | GT        | 11  | Roos Optima Racing Team                   | Henrik Roos Magnus Wallinder Vincent Dupont Peter Snowdon                    | Chrysler Viper GTS-R       | D     | 375           |
| 25     | GT        | 11  | Roos Optima Racing Team                   | Henrik Roos Magnus Wallinder Vincent Dupont Peter Snowdon                    | Chrysler 8.0L V10          | D     | 375           |
| 26     | G2        | 100 | Racing Team Belgium                       | Sébastien Ugeux Renaud Kuppens Stéphane Lemeret                              | Gillet Vertigo Streiff     | D     | 360           |
| 26     | G2        | 100 | Racing Team Belgium                       | Sébastien Ugeux Renaud Kuppens Stéphane Lemeret                              | Alfa Romeo 3.0L V6         | D     | 360           |
| 27 DNF | GT        | 9   | JMB Racing                                | Philipp Peter Fabio Babini Boris Derichebourg                                | Ferrari 550 Maranello      | P     | 326           |
| 27 DNF | GT        | 9   | JMB Racing                                | Philipp Peter Fabio Babini Boris Derichebourg                                | Ferrari 6.0L V12           | P     | 326           |
| 28 DNF | N-GT      | 69  | Proton Competition                        | Christian Ried Gerold Ried Horst Felbermayr, Sr. Horst Felbermayr, Jr.       | Porsche 911 GT3-RS         | D     | 303           |
| 28 DNF | N-GT      | 69  | Proton Competition                        | Christian Ried Gerold Ried Horst Felbermayr, Sr. Horst Felbermayr, Jr.       | Porsche 3.6L Flat-6        | D     | 303           |
| 29 DNF | N-GT      | 61  | EMKA Racing                               | Emmanuel Collard Tim Sugden Chris Goodwin                                    | Porsche 911 GT3-R          | D     | 268           |
| 29 DNF | N-GT      | 61  | EMKA Racing                               | Emmanuel Collard Tim Sugden Chris Goodwin                                    | Porsche 3.6L Flat-6        | D     | 268           |
| 30 DNF | N-GT      | 77  | RWS Yukos Motorsport                      | Nikolai Fomenko Alexey Vasilyev Adam Jones Stéphane Daoudi                   | Porsche 911 GT3-RS         | P     | 240           |
| 30 DNF | N-GT      | 77  | RWS Yukos Motorsport                      | Nikolai Fomenko Alexey Vasilyev Adam Jones Stéphane Daoudi                   | Porsche 3.6L Flat-6        | P     | 240           |
| 31 DNF | GT        | 17  | Larbre Compétition                        | Jean-Luc Blanchemain Vanina Ickx Stefano Zonca Pertti Kuismanen              | Chrysler Viper GTS-R       | M     | 234           |
| 31 DNF | GT        | 17  | Larbre Compétition                        | Jean-Luc Blanchemain Vanina Ickx Stefano Zonca Pertti Kuismanen              | Chrysler 8.0L V10          | M     | 234           |
| 32 DNF | GT        | 25  | Paul Belmondo Racing                      | Claude-Yves Gosselin Olivier Dupard Marco Saviozzi Pierre Ragues             | Chrysler Viper GTS-R       | P     | 164           |
| 32 DNF | GT        | 25  | Paul Belmondo Racing                      | Claude-Yves Gosselin Olivier Dupard Marco Saviozzi Pierre Ragues             | Chrysler 8.0L V10          | P     | 164           |
| 33 DNF | N-GT      | 67  | Autorlando Sport                          | Bruno Corradi Moreno Soli Marco Facchetti Giampaolo Tenchini                 | Porsche 911 GT3-RS         | P     | 162           |
| 33 DNF | N-GT      | 67  | Autorlando Sport                          | Bruno Corradi Moreno Soli Marco Facchetti Giampaolo Tenchini                 | Porsche 3.6L Flat-6        | P     | 162           |
| 34 DNF | GT        | 6   | Creation Autosportif                      | Bobby Verdon-Roe Marco Zadra Duncan Huisman Jean-Marc Gounon                 | Lister Storm               | D     | 152           |
| 34 DNF | GT        | 6   | Creation Autosportif                      | Bobby Verdon-Roe Marco Zadra Duncan Huisman Jean-Marc Gounon                 | Jaguar 7.0L V12            | D     | 152           |
| 35 DNF | G2        | 116 | Laurent Van Moerkerke                     | Laurent Van Moerkerke Marc Schoonbroodt Pierre-Yves Rosoux Bernard de Dryver | Porsche 911 GT3 Cup        | D     | 146           |
| 35 DNF | G2        | 116 | Laurent Van Moerkerke                     | Laurent Van Moerkerke Marc Schoonbroodt Pierre-Yves Rosoux Bernard de Dryver | Porsche 3.6L Flat-6        | D     | 146           |
| 36 DNF | N-GT      | 84  | T2M – Kaneko                              | Frank Hahn Paul Daniels Christophe Geoffroy Wim Coekelberghs                 | Porsche 911 GT3-R          | D     | 128           |
| 36 DNF | N-GT      | 84  | T2M – Kaneko                              | Frank Hahn Paul Daniels Christophe Geoffroy Wim Coekelberghs                 | Porsche 3.6L Flat-6        | D     | 128           |
| 37 DNF | N-GT      | 73  | Seikel Motorsport                         | Tony Burgess John Lloyd Philip Collin Tim Bergmeister                        | Porsche 911 GT3-RS         | Y     | 115           |
| 37 DNF | N-GT      | 73  | Seikel Motorsport                         | Tony Burgess John Lloyd Philip Collin Tim Bergmeister                        | Porsche 3.6L Flat-6        | Y     | 115           |
| 38 DNF | N-GT      | 68  | Peter Kutemann JMB Racing                 | Peter Kutemann Antoine Gosse Stephen Earle Batti Pregliasco                  | Ferrari 360 Modena N-GT    | P     | 111           |
| 38 DNF | N-GT      | 68  | Peter Kutemann JMB Racing                 | Peter Kutemann Antoine Gosse Stephen Earle Batti Pregliasco                  | Ferrari 3.6L V8            | P     | 111           |
| 39 DNF | N-GT      | 88  | Team Maranello Concessionaires            | Tim Mullen Kelvin Burt Andrew Kirkaldy                                       | Ferrari 360 Modena GT      | D     | 104           |
| 39 DNF | N-GT      | 88  | Team Maranello Concessionaires            | Tim Mullen Kelvin Burt Andrew Kirkaldy                                       | Ferrari 3.6L V8            | D     | 104           |
| 40 DNF | N-GT      | 52  | JMB Racing                                | Andrea Bertolini Christian Pescatori David Terrien                           | Ferrari 360 Modena GT      | P     | 96            |
| 40 DNF | N-GT      | 52  | JMB Racing                                | Andrea Bertolini Christian Pescatori David Terrien                           | Ferrari 3.6L V8            | P     | 96            |
| 41 DNF | GT        | 14  | Lister Storm Racing                       | Jamie Campbell-Walter Nathan Kinch Robert Schirle Tom Coronel                | Lister Storm               | D     | 93            |
| 41 DNF | GT        | 14  | Lister Storm Racing                       | Jamie Campbell-Walter Nathan Kinch Robert Schirle Tom Coronel                | Jaguar 7.0L V12            | D     | 93            |
| 42 DNF | GT        | 16  | Wieth Racing                              | Wolfgang Kaufmann Niko Wieth Elmar Grimm Thierry Stépec                      | Ferrari 550 Maranello      | D     | 87            |
| 42 DNF | GT        | 16  | Wieth Racing                              | Wolfgang Kaufmann Niko Wieth Elmar Grimm Thierry Stépec                      | Ferrari 6.0L V12           | D     | 87            |
| 43 DNF | GT        | 23  | BMS Scuderia Italia                       | Matteo Bobbi Thomas Biagi Ettore Bonaldi Stefano Livio                       | Ferrari 550-GTS Maranello  | M     | 81            |
| 43 DNF | GT        | 23  | BMS Scuderia Italia                       | Matteo Bobbi Thomas Biagi Ettore Bonaldi Stefano Livio                       | Ferrari 5.9L V12           | M     | 81            |
| 44 DNF | G2        | 104 | Perspective Racing                        | Thierry Perrier Angelo Barretto Michel Neugarten João Barbosa                | Mosler MT900R              | D     | 75            |
| 44 DNF | G2        | 104 | Perspective Racing                        | Thierry Perrier Angelo Barretto Michel Neugarten João Barbosa                | Chevrolet LS1 5.7L V8      | D     | 75            |
| 45 DNF | GT        | 2   | Konrad Motorsport                         | Franz Konrad Walter Lechner, Jr. Toni Seiler Eric van de Poele               | Saleen S7-R                | D     | 74            |
| 45 DNF | GT        | 2   | Konrad Motorsport                         | Franz Konrad Walter Lechner, Jr. Toni Seiler Eric van de Poele               | Ford 7.0L V8               | D     | 74            |
| 46 DNF | N-GT      | 51  | Freisinger Motorsport                     | Bert Longin Jeffrey van Hooydonk Gabriele Gardel Guillaume Gomez             | Porsche 911 GT3-RS         | D     | 52            |
| 46 DNF | N-GT      | 51  | Freisinger Motorsport                     | Bert Longin Jeffrey van Hooydonk Gabriele Gardel Guillaume Gomez             | Porsche 3.6L Flat-6        | D     | 52            |
| 47 DNF | G2        | 107 | Aero Racing                               | Paula Cook Neil Cunningham Jacques Laffite                                   | Morgan Aero 8R             | D     | 45            |
| 47 DNF | G2        | 107 | Aero Racing                               | Paula Cook Neil Cunningham Jacques Laffite                                   | BMW (Mader) 4.5L V8        | D     | 45            |
| 48 DNF | G2        | 103 | Darro Motor Racing SEAT Sport             | Miguel Ángel de Castro Didier Defourny Christian Lavieille                   | SEAT Toledo GT             | D     | 38            |
| 48 DNF | G2        | 103 | Darro Motor Racing SEAT Sport             | Miguel Ángel de Castro Didier Defourny Christian Lavieille                   | SEAT 3.0L Turbo V6         | D     | 38            |
| 49 DNF | N-GT      | 75  | Team Eurotech                             | David Jones Godfrey Jones Mike Jordan Mark Sumpter                           | Porsche 911 GT3-R          | D     | 33            |
| 49 DNF | N-GT      | 75  | Team Eurotech                             | David Jones Godfrey Jones Mike Jordan Mark Sumpter                           | Porsche 3.6L Flat-6        | D     | 33            |
| 50 DNF | G3        | 115 | JMT Racing                                | Stany Linnertz Mike Janssen Jérôme Naveaux Olivier Bouche                    | BMW Z3 M                   | P     | 23            |
| 50 DNF | G3        | 115 | JMT Racing                                | Stany Linnertz Mike Janssen Jérôme Naveaux Olivier Bouche                    | BMW 3.2L I6                | P     | 23            |
| 51 DNF | GT        | 18  | Zwaan's Racing                            | Arjan van der Zwaan Rob van der Zwaan Klaus Abbelen Marc Goossens            | Chrysler Viper GTS-R       | D     | 17            |
| 51 DNF | GT        | 18  | Zwaan's Racing                            | Arjan van der Zwaan Rob van der Zwaan Klaus Abbelen Marc Goossens            | Chrysler 8.0L V10          | D     | 17            |
| 52 DNF | GT        | 4   | Force One Racing Festina Carsport Holland | Mike Hezemans David Hart Anthony Kumpen Philippe Alliot                      | Chrysler Viper GTS-R       | P     | 12            |
| 52 DNF | GT        | 4   | Force One Racing Festina Carsport Holland | Mike Hezemans David Hart Anthony Kumpen Philippe Alliot                      | Chrysler 8.0L V10          | P     | 12            |
| 53 DNF | G2        | 101 | Rollcentre Racing                         | Martin Short Rob Barff Tom Herridge Patrick Pearce                           | Mosler MT900R              | D     | 0             |
| 53 DNF | G2        | 101 | Rollcentre Racing                         | Martin Short Rob Barff Tom Herridge Patrick Pearce                           | Chevrolet LS1 5.7L V8      | D     | 0             |
| DNS    | GT        | 21  | Care Racing BMS Scuderia Italia           | Jean-Marc Gounon Jérôme Policand Nicola Cadei                                | Ferrari 550-GTS Maranello  | M     | –             |
| DNS    | GT        | 21  | Care Racing BMS Scuderia Italia           | Jean-Marc Gounon Jérôme Policand Nicola Cadei                                | Ferrari 5.9L V12           | M     | –             |